# Locomotora de Vapor 230-4001
La Locomotora de vapor 230-4001 "MZA 651" és una locomotora fabricada per l'empresa Hanomag a Alemanya que es troba conservada actualment al Museu del Ferrocarril de Catalunya, amb el número de registre 00013 d'ençà que va ingressar el 1981, com una donació de la companyia MZA; posteriorment adquirida per Renfe.

## Història
Les "Compound" suposaren una ruptura tecnològica amb les locomotores de concepció antiga, en incrementar espectacularment la velocitat, la potència --les primeres a Espanya a passar dels 1000 CV-- i el tonatge remolcat.
L'enginyer Anatole Mallet va idear el sistema de doble expansió del vapor, conegut pel seu nom anglès "Compound". El vapor, en lloc d'ésser llençat a l'atmosfera després de passar pels cilindres d'alta pressió, passava pels de baixa pressió per aprofitar-lo en altres òrgans motors. Aquest sistema millorava l'estabilitat i potència, tot i que presentava més dificultats de manteniment, en disposar de més peces i ésser de difícil accés.
La 230-4001 fou la primera "Compound" a rodar per línies principals de la xarxa peninsular. Va remolcar els trens ràpids entre Madrid i Barcelona i altres línies principals de MZA fins a finals dels anys vint, quan va començar a ésser desplaçada a serveis de menor entitat, fins a la seva baixa als anys seixanta.

## Conservació
El seu estat de conservació és dolent1991-91 restauració integral de xapa i pintura	